# Сигрид Свенсдоттер
Сигрид Свенсдоттер (дат. Sigrid Svendsdatter; ум. после 1066 года) — датская принцесса, дочь короля Дании Свена II. Супруга князя бодричей Готшалка.

## Биография
Сигрид была дочерью короля Дании Свена II, но кто была её матерью неизвестно. 
Она была выдана замуж за князя бодричей Готшалка, который находился на службе датских королей, начиная с Кнуда Великого. В браке с Готшалком у неё был единственный сын Генрих. Готшлак в подвластных землях активно распространял христианство. В июне 1066 года Готшалк был убит в ходе восстания славянских племён, недовольных его правлением и действиями. Вместе с Готшалком были убиты христианские миссионеры. 
Сигрид была схвачена вместе с приближёнными женщинами Мекленбурге и подвергнута унижениям. Её раздели и выпороли, а затем изгнали из страны. Сигрид вместе с сыном Генрихом бежала в Данию, где правил её отец. Дальнейшая её судьба и дата смерти неизвестны.